# 孫道存
孫道存（1949年8月27日—2021年11月17日），是出身臺灣臺北的企業家。他是台灣大哥大的（共同）創辦人及首任董事長，並曾擔任太平洋電線電纜公司總經理。
後來，他因太平洋電線電纜公司資產掏空等相關案件，遭法院判決處以3年有期徒刑，並與該企業前任財務長胡洪九，被一同要求賠償該企業新臺幣約140億元；他隨後宣布自己破產。
2017年8月，中華民國最高法院駁回有關上訴，相關案件判決確定；胡洪九被宣告判以有期徒刑14年6月、併科罰金新台幣10億元確定，他則被判處有期徒刑3年。
2021年11月17日3時，他因腫瘤惡化等而過世；其遺體後於同月21日火化。

## 生平
孫道存之父孫法民為河北商人，因國共內戰，在1948年將家族事業移到台灣，在台灣集資創立太平洋電線電纜公司。孫道存年輕時因貪玩，被父親送到當時仍實施戰地政務的金門縣就讀金門高中，考上淡江大學外文系（後轉到國貿系），畢業後進入家族企業任職。1986年，擔任太平洋電線電纜公司總經理。
1990年代，手機開始流行，孫道存推動太平洋電線電纜集團進入電信領域。1993年，太電集團投資參與摩托羅拉主導的銥計劃。1994年，集資標下台灣的CT2執照。於1997年創立台灣大哥大，台灣大哥大股價曾於2000年衝上新台幣160元大關，一度成為亞洲最大民營電信業者，孫道存名噪一時。2000年，接任太電集團董事長。在商界與政界都擁有良好關係，與吳伯雄等人為好友，也曾認李登輝孫女李坤儀為其乾女兒。
但此後幾年孫道存將台灣大哥大資金投入台灣固網、台灣高鐵公司均遭鉅額虧損，於2003年被迫退下台灣大哥大董事長職位。孫道存於龐大資金缺口壓力下，以不同名義掏空太平洋電線電纜資金後遭起訴，涉嫌171億元的太電掏空案，包括逾期借款以及連帶保證債務高達225億，光是他的個人財務就傳出負債7億。但是他的生活卻絲毫未受影響，孫道存住在價值3億元、位在台北市信義區的「信義之星」270坪豪宅，出入乘坐的是最新型賓士轎車，有司機接送。已經申請破產的他，之前一口氣把價值1億多的股票過戶給女友顏寧，被財政部台北市國稅局追討1億多的罰鍰。
2010年7月，台北地方法院一審判決認定孫道存涉嫌財報不實罪，但認為孫道存並未掏空太電，掏空資產係流向胡洪九而非孫道存。2017年8月31日，太電掏空案由中華民國最高法院駁回上訴，孫道存在整起案件仍有責任，因此被判處有期徒刑3年定讞。
2015年6月，台灣高鐵公司五大原始股東之一的太合投資，推派其副董事長孫道存出任高鐵董事。2018年6月已移監法務部矯正署八德外役監獄，與頂新國際集團魏應充同為獄友。

## 家庭
妻子
- 孫道存與王文蓮的第一段婚姻相當短暫，王文蓮離婚後長居美國[6]。
- 孫道存與第二任妻子何念慈育有兩女一子，女兒孫瑩瑩、孫芸芸皆為台北社交圈時尚名媛，孫芸芸現與其夫廖鎮漢共同經營購物中心「微風廣場」，但孫道存自1984年起即與何念慈分居。2016年5月，孫道存長子孫智宏與服飾業大亨張富山女兒張齣予求婚，同年10月，孫智宏於社群網站發佈與新歡徐京晶（Kelly Xu）合照，但都未成[7]。2007年底孫道存與何念慈正式離婚。
- 2009年7月10日，媒體報導孫道存已於2009年6月與初中同學女兒，小他32歲的吳逸萍註冊結婚[8]，此報導後經國民黨前主席吳伯雄及已故藝人羅霈穎證實。孫道存對歷任情人皆出手闊綽，經常贈與豪宅、鉅款、股票、珠寶，為此他曾不只一次被法院判決需繳交巨額贈與稅[9]，而掏空公司鉅款之餘，對情人如此慷慨的行徑也引起社會議論紛紛。

女友
- 另與影星顏寧同居十餘年並另育有一女二子，女兒名叫孫婕柔[10]，么子名叫彼得·孫。
- 2002年起又與影星張瓊姿之姐張瓊玲熱戀，孫道存並在當時尚未與何念慈離婚的情況下，於公開場合稱呼張瓊玲為其內人。
- 並傳出將迎娶任職投顧界的新歡趙曉苓，但後因孫道存在趙曉苓車內安裝追蹤器等因素分手。
- 2008年又與小他33歲，藝名「小可」的模特兒邱羿霖（現改名賴婕埨）傳出緋聞[11]。

女兒
- 孫瑩瑩、孫芸芸、孫婕柔。

兒子
- 孫智宏、彼得·孫。

## 官司

### 欠稅官司
2009年9月初，孫道存多次被媒體拍到與新婚妻子吳逸萍（本名：吳逸玲）出入台北市高檔精品店，大肆採購名牌服飾、皮包，如此奢華行徑對比名義上已被宣佈破產，引起社會側目。法務部行政執行署士林行政執行處立即於9月9日查封孫道存大批私人物品並約談孫道存。孫道存接受約談後表示：被查封的私人物品係張瓊玲所有，他手上的信用卡係女兒孫芸芸的副卡，他也未擁有任何不動產，不過他10天內會先還款新台幣一億元以表示誠意。士林地院因此決定暫不管收孫道存。9月21日，孫道存向法務部士林行政執行處償還新台幣1億元頭期款，並以女兒孫芸芸名下戶頭的新台幣2億元做保，提出於未來六個月內分六期償還剩款，由士林處清查擔保人相關資產後，孫道存確定不會被管收。
2016年，新北分署調查孫道存在1999年至2000年間，擔任太電集團子公司太研科技股份有限公司負責人時，滯欠貨物稅及罰鍰，多年來連稅帶罰積欠一點二億餘元，但孫得知被國稅局盯上，隨後關掉公司，賤賣設備、廠房，還將公司資產1.7億元匯出，至今流向不明，承辦行政執行官16度約談孫道存追稅，孫都堅稱公司欠稅、與他無關，甚至裝大方稱，畢竟他曾任太研董事長，為展現誠意「願捐五百萬元給政府」，雙方纏鬥多年，新北分署8月26日提出多達630頁的卷證，向新北地院聲請管收，孫卻當庭痛哭，堅稱稅務與他無關，法官諭令孫先回去擬定清償計劃，沒想到庭後當晚，孫道存又帶嫩妻吳逸萍在微風廣場挑精品、吃冰淇淋、最後搭名車回豪宅，新北地院再度開庭審理管收案時，行政執行官拿出媒體報導，佐證孫不繳稅卻過豪奢生活，法官也認為，孫是太研公司實際負責人，應代表公司履行稅務，且涉隱匿財產，裁准管收。此時，法庭上旁聽的太電董事長特助馮小容立即表示，願幫忙繳清欠稅，經新北分署帶回孫道存留置2小時後，馮女與律師拿著1億2,130萬8,054元台銀支票現身，孫重獲自由，这打破了行政執行有史以來的紀錄。

### 公司資產遭掏空案
2017年8月31日，前「太平洋電線電纜公司」董事長孫道存，因公司（自1994年起）資產遭掏空近200億元乙案，最高法院同日維持高院（2016年3月）判決，依「業務侵占」、「偽造文書」等罪，判孫道存3年徒刑，全案定讞。

## 書籍
- 2000年《孫道存與太電集團的典範轉移》遠見出版，ISBN　957621663X